# Ganjalagodu, Arkalgud
Ganjalagodu là một làng thuộc tehsil Arkalgud, huyện Hassan, bang Karnataka, Ấn Độ.